# Masato Harada
Masato Harada (原田眞人 Harada Masato) (Numazu, 3 luglio 1949) è un regista e attore giapponese.
Conosciuto al pubblico occidentale per le sue interpretazioni di Omura in L'ultimo samurai e Mita in Fearless.

## Filmografia parziale

### Regista
- Gunhed (ガンヘッド?) (1989)
- Waga haha no ki (わが母の記?) (2011)
- Kakekomi (駆込み女と駆出し男?) (2015)
- Sekigahara (関ヶ原?) (2017)

### Attore
- L'ultimo samurai (The Last Samurai), regia di Edward Zwick (2003)
- Fearless (Huo Yuanjia), regia di Ronny Yu (2006)